# Chelostoma

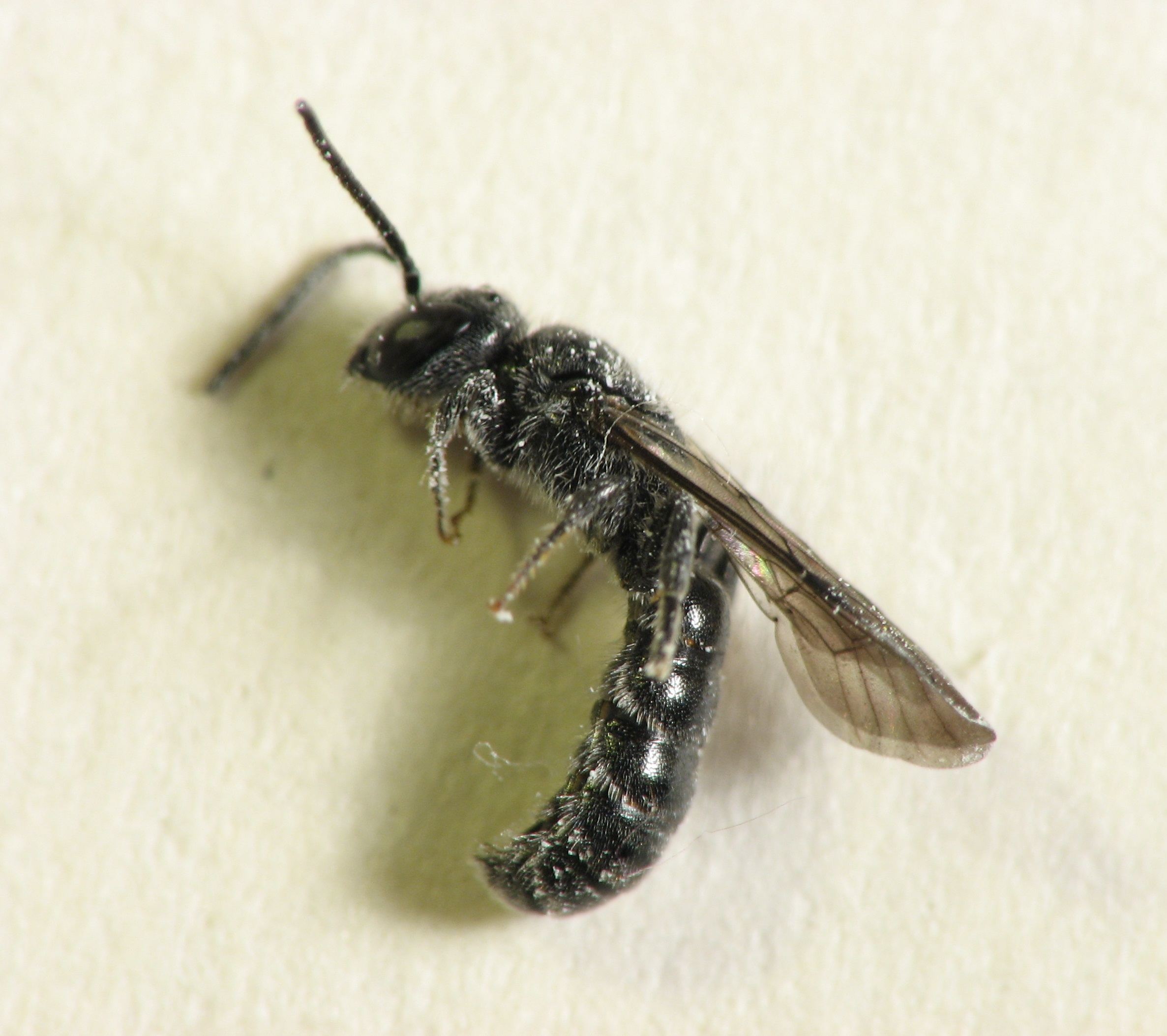
Chelostoma philadelphi macho

Chelostoma es un género de abejas de la tribu Osmiini, familia Megachilidae. De distribución holártica y oriental. Dos especies paleárticas han sido introducidas accidentalmente en América del Norte. El género se subdivide en 5 subgéneros con 56 especies descritas.

## Especies
Estas 60 especies son del género Chelostoma:
- Chelostoma aegaeicum Muller, 2012 g
- Chelostoma aureocinctum (Bingham, 1897) i c g
- Chelostoma bernardinum Michener, 1938 i c g
- Chelostoma bytinskii (Mavromoustakis, 1948) i c g
- Chelostoma californicum Cresson, 1878 i c g b
- Chelostoma campanularum (Kirby, 1802) i c g b
- Chelostoma carinocaudatum Wu, 2004 i c g
- Chelostoma carinoclypeatum Wu, 1992 i c g
- Chelostoma carinulum Pérez, 1895 i c g
- Chelostoma clypeale Muller g
- Chelostoma cockerelli Michener, 1938 i c g
- Chelostoma comosum g
- Chelostoma confusum (Benoist, 1934) i c g
- Chelostoma diodon Schletterer, 1889 i c g
- Chelostoma distinctum (Stoeckhert, 1929) i c g
- Chelostoma dolosum (Benoist, 1935) i c g
- Chelostoma edentulum Pérez, 1895 i c g
- Chelostoma emarginatum (Nylander, 1856) i c g
- Chelostoma florisomne (Linnaeus, 1758) i c g
- Chelostoma forcipatum (Benoist, 1928) i c g
- Chelostoma foveolatum (Morawitz, 1868) i c g
- Chelostoma galeridum (Warncke, 1991) i c g
- Chelostoma garrulum (Warncke, 1991) i c g
- Chelostoma grande (Nylander, 1852) i c g
- Chelostoma handlirschi Schletterer, 1889 i c g
- Chelostoma hebraeum (Benoist, 1935) i c g
- Chelostoma hellenicum (Benoist, 1938) i c g
- Chelostoma incertum Pérez, 1890 i c g
- Chelostoma incisulum Michener, 1938 i c g
- Chelostoma incognitum g
- Chelostoma isabellinum (Warncke, 1991) i c g
- Chelostoma josefi Schwarz & Gusenleitner, 2000 i c g
- Chelostoma lamellum Wu, 1992 i c g
- Chelostoma laticaudum (Benoist, 1938) i c g
- Chelostoma longifacies g
- Chelostoma longilabrare Wu, 2004 i c g
- Chelostoma lucens (Benoist, 1928) i c g
- Chelostoma maidli (Benoist, 1935) i c g
- Chelostoma marginatum Michener, 1938 i c g
- Chelostoma minutum Crawford, 1916 i c g
- Chelostoma mocsaryi Schletterer, 1889 i c g
- Chelostoma nasutum Pérez, 1895 i c g
- Chelostoma orientale Schletterer, 1890 i c g
- Chelostoma palaestinum (Benoist, 1935) i c g
- Chelostoma petersi (Tkalcu, 1984) i c g
- Chelostoma phaceliae Michener, 1938 i c g
- Chelostoma philadelphi (Robertson, 1891) i c g b
- Chelostoma proximum Schletterer, 1889 i c g
- Chelostoma rapunculi (Lepeletier, 1841) i c g b
- Chelostoma schlettereri (Friese, 1899) i c g
- Chelostoma siciliae g
- Chelostoma styriacum Schwarz & Gusenleitner, 1999 i c g
- Chelostoma sublamellum Wu, 1992 i c g
- Chelostoma subnitidum (Benoist, 1935) i c g
- Chelostoma tetramerum Michener, 1942 i c g
- Chelostoma tonsum Muller g
- Chelostoma torquillum (Warncke, 1991) i c g
- Chelostoma transversum (Friese, 1897) i c g
- Chelostoma ventrale Schletterer, 1889 i c g
- Chelostoma xizangense Wu, 1982 i c g

Fuentes: i = ITIS, c = Catalogue of Life, g = GBIF, b = Bugguide.net